# Дифференцирование (алгебра)
Дифференцирование в алгебре — операция, обобщающая свойства различных классических производных и позволяющая ввести дифференциально-геометрические идеи в алгебраическую геометрию. Изначально это понятие было введено для исследования интегрируемости выражений в элементарных функциях алгебраическими методами.
Кольцо, поле, алгебра, оснащённые дифференцированием, называются дифференциальным кольцом, дифференциальным полем, дифференциальной алгеброй соответственно.

## Определение
Пусть {\displaystyle A} — алгебра над кольцом {\displaystyle R}. Дифференцирование алгебры {\displaystyle A} — это {\displaystyle R}-линейное отображение {\displaystyle \partial :A\to A}, удовлетворяющее тождеству Лейбница:
{\displaystyle \partial (ab)=(\partial a)b+a(\partial b)}
В более общем случае дифференцирование коммутативной {\displaystyle A} со значениями в {\displaystyle A}-модуле {\displaystyle M} — это {\displaystyle R}-линейное отображение {\displaystyle \partial :A\to M}, удовлетворяющее тождеству Лейбница. В этом случае {\displaystyle M} называют дифференциальным модулем над {\displaystyle A} Множество всех дифференцирований со значениями в {\displaystyle M} обозначается {\displaystyle \mathrm {D} (M)} ({\displaystyle \mathrm {Der} (M)}, {\displaystyle \mathrm {Der} _{R}(A,M)}) и является {\displaystyle A}-модулем. Функтор {\displaystyle \mathrm {D} } является представимым, его представляющий объект обозначается {\displaystyle \Lambda ^{1}(A)} или {\displaystyle \Omega _{A/R}^{1}} и называется модулем кэлеровых дифференциалов. {\displaystyle \Lambda ^{1}(A)} является начальным объектом в категории дифференциальных модулей над {\displaystyle A}, то есть существует такое дифференцирование {\displaystyle d:A\to \Lambda ^{1}(A)}, что любое дифференцирование {\displaystyle \delta \in \mathrm {D} (M)} пропускается через {\displaystyle d}:
{\displaystyle \exists !f:\Lambda ^{1}(A)\to M:~\delta =f\circ d}

## Свойства
{\displaystyle \mathrm {D} (A)} имеет естественную структуру алгебры Ли: {\displaystyle \mathrm {D} _{1},\mathrm {D} _{2}\in \mathrm {D} (A)\implies [\mathrm {D} _{1},\mathrm {D} _{2}]=\mathrm {D} _{1}\circ \mathrm {D} _{2}-\mathrm {D} _{2}\circ \mathrm {D} _{1}\in \mathrm {D} (A)}.
Любое дифференцирование является дифференциальным оператором первого порядка (в смысле коммутативной алгебры). Более того, если {\displaystyle A} — алгебра с единицей, то для любого {\displaystyle A}-модуля {\displaystyle M} выполнено:
{\displaystyle \mathrm {Diff} _{1}(M)=\mathrm {D} (M)\oplus M},
где {\displaystyle \mathrm {Diff} _{1}(M)} — модуль дифференциальных операторов 1 порядка из {\displaystyle A} в {\displaystyle M}.
{\displaystyle \mathrm {Der} _{R}(A,M)} является функтором из {\displaystyle ({\mathcal {R}}ing^{op})\times (R-{\mathcal {A}}lg^{op})\times (A-{\mathcal {M}}od)} в {\displaystyle A-{\mathcal {M}}od}.

## Градуированное дифференцирование
Для {\displaystyle \mathbb {Z} }-градуированной алгебры {\displaystyle A} с градуировкой элемента {\displaystyle a\in A}, обозначаемой {\displaystyle |a|}, аналогом дифференцирования являются градуированные дифференцирования, порождённые однородными отображениями {\displaystyle \mathrm {D} :A\to A} степени {\displaystyle |\mathrm {D} |}, удовлетворяющими следующему градуированному тождеству Лейбница ({\displaystyle \varepsilon =\pm }):
{\displaystyle \mathrm {D} (ab)=(\mathrm {D} a)b+\varepsilon ^{|a||\mathrm {D} |}a(\mathrm {D} b)}
Если {\displaystyle \varepsilon =1}, то градуированные дифференцирования совпадают с обычными. Если {\displaystyle \varepsilon =-1}, то их обычно называют супердифференцированиями. Супердифференцирования образуют супералгебру Ли относительно суперкоммутатора:
{\displaystyle [\mathrm {D} _{1},\mathrm {D} _{2}]=\mathrm {D} _{1}\circ \mathrm {D} _{2}-(-1)^{|\mathrm {D} _{1}||\mathrm {D} _{2}|}\mathrm {D} _{2}\circ \mathrm {D} _{1}}.
Примерами супердифференцирований являются внешнее и внутреннее дифференцирование на кольце дифференциальных форм.